# Philippe Petit (funambule)
Pour les articles homonymes, voir Philippe Petit et Petit.
Philippe Petit est un funambule français, né le 13 août 1949 à Nemours (Seine-et-Marne).
Il est connu pour ses traversées entre des monuments ou des sites mondialement célèbres, notamment la traversée, illégale, entre les sommets des deux tours du World Trade Center, à New York, le 7 août 1974.

## Biographie
Philippe Petit naît le 13 août 1949 à Nemours, en Seine-et-Marne. Son père, Edmond Petit, est un écrivain et ancien pilote de l'armée. Dès son enfance, Philippe Petit découvre la prestidigitation et le jonglage, et il commence à se produire en public. À l'âge de seize ans, il se passionne pour l'activité de funambule, en apprenant de façon autodidacte.
Il s'installe définitivement aux États-Unis à la suite de son exploit réalisé entre les deux tours jumelles du World Trade Center, en 1974.

## Traversées
Il a réalisé de nombreuses traversées sur un fil tendu entre des monuments ou des sites mondialement connus comme, en 1971, à Notre-Dame de Paris, en 1973 au Harbour Bridge à Sydney (Australie), un des plus grands ponts en acier du monde, en 1989 du Trocadéro au deuxième étage de la tour Eiffel, en 1994 à Francfort devant 500 000 spectateurs, en 1993 entre la tour de Saillon et la vigne à Farinet. Au début des années 1970, Petit s'intéresse à des monuments typiques pour réaliser ses exploits en public. Il effectue alors son premier spectacle en 1971 à Paris, à la cathédrale Notre-Dame de Paris. En 1973, il a traversé sur un câble tendu entre les deux pylônes au nord de l'Harbour Bridge à Sydney, en Australie. 
Sa traversée illégale entre les sommets des deux tours du World Trade Center, à New York le 7 août 1974, est relatée dans les films Le Funambule (Oscar 2009 du meilleur film documentaire) et The Walk : Rêver plus haut (2015).

### La traversée entre les deux tours jumelles du World Trade Center
Philippe Petit a pensé son projet à l'âge de 18 ans, en lisant un article d'un magazine au cabinet d'un dentiste en 1968. Il y était question de la construction de tours jumelles à Manhattan (construites entre 1966 et 1973). Durant six années, il a planifié son idée qu'il a appelée le « crime artistique du siècle ».
Dans la même période, Petit a commencé à effectuer des traversées en d'autres endroits célèbres. Chaque fois qu'il le pouvait, il a recueilli des informations sur les tours. Pour planifier sa traversée, Petit dut traiter plusieurs problèmes : gérer le balancement des tours dû au vent ; comment gréer un câble d'acier sur 61 mètres entre les deux tours à une hauteur de 417 mètres ; comment atteindre les terrasses des tours avec ses collaborateurs sans se faire appréhender ; comment acheminer l'équipement lourd sur les toits. Il s'est rendu à New York à de nombreuses reprises pour faire des observations. En août 1974 les tours, bien que déjà ouvertes, ne sont pas totalement achevées. Philippe Petit et un collaborateur, Jim Moore, photographe basé à New York, louent alors un hélicoptère pour prendre des photographies aériennes des bâtiments. Il s'entraîne également dans un domaine, en France, avec ses amis Jean-François et Jean-Louis, qui l'accompagneront dans son projet final pour mettre en place le câble et pour le photographier lors de sa traversée. Son ami Francis Brunn, un jongleur allemand, fournit un soutien financier au projet.
Philippe Petit et son équipe font plusieurs repérages, se cachent dans les étages supérieurs et sur les toits des bâtiments inachevés, afin d'étudier les mesures de sécurité, mais aussi pour analyser la construction et identifier les lieux d'ancrage du câble et des cavaletti. Utilisant ses propres observations, des dessins et des photographies de Moore, Petit construit une maquette des tours afin de concevoir le gréement nécessaire à la préparation de la marche sur câble.
Afin d'accéder aux bâtiments, Philippe Petit fait de fausses cartes d'identité pour lui-même et ses collaborateurs (prétendant qu'ils sont des entrepreneurs chargés de l'installation d'une clôture électrifiée sur le toit). Auparavant, il avait observé attentivement les vêtements portés par les travailleurs de la construction et les types d'outils qu'ils transportaient. Il a également pris note de l'habillement des employés de bureau, afin que certains de ses collaborateurs puissent passer pour des cols blancs. Il a également prétendu être journaliste au Metropolis, un magazine français d'architecture, afin de pouvoir obtenir la permission d'interviewer les travailleurs sur le toit. L'Autorité portuaire (Port Authority of New York and New Jersey), organisme public qui gère toutes les infrastructures de transport de l'agglomération new yorkaise et gère aussi le World Trade Center, avait autorisé Petit à mener les entrevues.
Dans la nuit du 6 au 7 août 1974, Petit et son équipe ont emprunté avec leur équipement un ascenseur monte-charge et, au culot, Petit a demandé à son opérateur de les acheminer au 104e étage, alors que leurs faux papiers les autorisaient à monter seulement jusqu'au 82e étage, où l'un de leurs amis disposait d'un bureau et les attendait. Finalement, il ne restait donc plus que 6 étages (et non 28) à monter à pieds avec tout le matériel, avant d'atteindre le toit. Afin de faire passer le câble dans le vide, Petit et son équipe ont tiré avec un arc une flèche attachée à un fil de pêche. Ils s'étaient entraînés à de nombreuses reprises pour parfaire leur technique. Ils ont d'abord tiré le fil de pêche, qu'ils attachèrent à de plus grosses cordes afin de tirer le câble d'acier. L'équipe a néanmoins été retardée lorsque le câble d'acier a glissé dans le vide et a dû être remonté manuellement pendant des heures. Petit avait déjà identifié les points d'ancrage des deux tirants (haubans) et des autres points pour stabiliser le câble et éviter au maximum son balancement. Le matin du 7 août 1974, peu après 7 heures, il commença la traversée, avec un balancier et sans aucune attache de secours. Il est resté pendant 45 minutes sur le câble, à plus de 400 mètres au-dessus du sol, faisant huit passes (4 allers-retours), au cours desquelles il a marché, dansé, s'est couché et s'est mis à genoux pour saluer les observateurs.
Lorsque les agents de la police new yorkaise (NYPD) et celle du Port Authority (PAPD) ont appris son coup, ils sont venus sur les toits des deux bâtiments pour tenter de le persuader de descendre du câble et l'appréhender. Les employés de bureau, les équipes de construction et même les policiers l'ont acclamé lors de son arrestation.
Son exploit a été apprécié du grand public et célébré dans le monde entier, sauf en France. Le procureur du district de New York a abandonné toutes les poursuites à son encontre. En échange, il devait réaliser un spectacle aérien gratuit pour les enfants dans Central Park. Il a donc joué le funambule dans le parc.
L'autorité portuaire de New York et du New Jersey a donné à Petit un passe à vie pour l'observatoire Deck des deux tours. Il a dédicacé une poutre d'acier à proximité de l'endroit où il a commencé sa traversée.

#### Citations
- « Quand je vois trois oranges, je jongle, quand je vois deux tours, j'ai envie de passer de l'une à l'autre. » (déclaration lors de son arrestation le 7 août 1974, après ses traversées entre les deux tours du World Trade Center)
- « Ma criminalité est purement artistique. Si j'avais demandé l'autorisation et qu'on me l'avait refusée, j'aurais fait cette traversée quand même. Mais je n'y ai même pas songé. Pour moi, c'est une évidence : il n'y a pas besoin de permission quand on a envie de faire des choses belles. Il faut les faire, c'est tout[4]. »
- « Être funambule, ce n'est pas un métier, c'est une manière de vivre. Une traversée sur un fil est une métaphore de la vie : il y a un début, une fin, une progression, et si l'on fait un pas à côté, on meurt. Le funambule relie les choses vouées à être éloignées, c'est sa dimension mystique[4]. »
- « Pour moi, ça paraît tellement simple que la vie doit être vécue sur le fil. D'entretenir sa rébellion, de refuser de se conformer aux règles, de refuser son propre succès, de refuser de se répéter, de voir chaque jour, chaque année, chaque idée comme un réel défi. Ainsi, nous vivrons notre vie sur la corde raide[5]. »

### Chronologie des principales traversées effectuées
| Année | Lieu                                                                                            | Notes |
| ----- | ----------------------------------------------------------------------------------------------- | --- |
| 1971  | Vallauris, Alpes-Maritimes, France                                                              | Hommage pour le 90e anniversaire de Pablo Picasso                                                                                             |
| 1971  | Cathédrale Notre-Dame, Paris, France                                                            | Illégal |
| 1973  | Harbour Bridge, Sydney, Australie                                                               | Illégal |
| 1974  | World Trade Center, New York, États-Unis                                                        | Illégal |
| 1974  | Central Park, New York, États-Unis                                                              | Spectacle gratuit pour des enfants effectué dans le cadre de sa condamnation pour la traversée illégale entre les tours du World Trade Center |
| 1974  | Cathédrale Notre-Dame de Laon, Laon, Picardie, France                                           | Traversée entre les deux flèches de la cathédrale pour une émission télévisée                                                                 |
| 1975  | Louisiana Superdome La Nouvelle-Orléans, Louisiane, États-Unis                                  | Traversée pour l'ouverture du stade |
| 1982  | Cathédrale Saint-Jean-le-Théologien, New York, États-Unis                                       | |
| 1982  | Denver, Colorado, États-Unis                                                                    | |
| 1983  | New York, États-Unis                                                                            | |
| 1983  | Centre Georges-Pompidou, Paris, France                                                          | |
| 1984  | Paris, France                                                                                   | Traversée effectuée sur de la musique de Jacques Higelin                                                                                      |
| 1984  | L'opéra, Paris, France                                                                          | Traversée improvisée avec la chanteuse d'opéra Margarita Zimmermann                                                                           |
| 1984  | Musée de la ville de New York, New York, États-Unis                                             | Effectuée pour l'ouverture de l'exposition Daring New York                                                                                    |
| 1986  | Cathédrale Saint-Jean-le-Théologien, New York, États-Unis                                       | |
| 1986  | Lincoln Center, New York, États-Unis                                                            | Effectuée pour la réouverture de la statue de la Liberté                                                                                      |
| 1986  | Chutes du Niagara, États-Unis                                                                   | |
| 1987  | Jérusalem, Israël                                                                               | |
| 1987  | Portland, Oregon, États-Unis                                                                    | |
| 1987  | Grand Central Terminal, New York, États-Unis                                                    | |
| 1988  | Paris, France                                                                                   | |
| 1989  | Tour Eiffel, Paris, France                                                                      | Traversée pour le bicentenaire de la Déclaration des droits de l'homme et du citoyen                                                          |
| 1990  | American Center, Paris, France                                                                  | |
| 1990  | Tokyo, Japon                                                                                    | |
| 1991  | Vienne, Autriche                                                                                | |
| 1992  | Namur, Belgique                                                                                 | |
| 1992  | Suisse                                                                                          | |
| 1992  | Cathédrale Saint-Jean-le-Théologien, New York, États-Unis                                       | |
| 1994  | Francfort, Allemagne                                                                            | |
| 1995  | New York, États-Unis                                                                            | |
| 1996  | New York, États-Unis                                                                            | |
| 1996  | Cathédrale Saint-Jean-le-Théologien, New York, États-Unis                                       | |
| 1999  | Rose Center for Earth and Space at the American Museum of Natural History, New York, États-Unis | Effectuée pour l'inauguration du centre |
| 2002  | Hammerstein Ballroom, New York, États-Unis                                                      | |
| 2002  | Jacob K. Javits Convention Center, New York, États-Unis                                         | |
| 2002  | Crossing Broadway, New York, États-Unis                                                         | |

## Publications
- Trois Coups, Herscher, 1983
- On the high wire, New York : Random House, 1985 (OCLC 10696507)
- Funambule, Albin Michel, 1991
- Traité du funambulisme, Arles : Actes Sud, 1997 (OCLC 42888600)
- To reach the clouds: my high wire walk between the Twin Towers, New York : North Point Press, 2002 (OCLC 49351784) (non traduit en français)
- L'Art du pickpocket préface de H. Buten, Actes Sud, 2006
- Créativité, le crime parfait
- Au fil des nœuds, éditions de la Martinière, 2014

### Filmographie
- Le documentaire américano-britannique Le Funambule (Man on Wire, 2008 ; d'après le livre de Philippe Petit To Reach the Clouds: My High Wire Walk Between the Twin Towers), réalisé par James Marsh, revient sur sa traversée en 1974 entre le sommet des deux tours du World Trade Center.
- Le film de fiction américain The Walk : Rêver plus haut (2015), réalisé par Robert Zemeckis, revient sur cette même traversée ; Philippe Petit y est incarné par Joseph Gordon-Levitt.